# Стодола, Эмил
Эмил Стодола (22 сентября 1862 — 28 июня 1945) — чехословацкий юрист, адвокат, политический деятель.

## Биография
Родился в семье предпринимателя, владельца небольших дубильни и фабрики ремней, брат Ауреля и Корнела Стодолы. Изучал право в Вене, Братиславе, Берлине, Праге, а завершил обучение в Будапеште; доктор юридических наук. С 1891 года работал адвокатом в родном городе, в 1911—1919 годах — в Будапеште, а после 1919 года — в Братиславе. С конца XIX века был убеждённым сторонником словацкого национального движения, членом Словацкой национальной партии (с 1895 года — член её Центрального комитета, в 1921—1922 годах — председатель партии). Громкое имя защитника национальной идеи завоевал, выступая защитником в Банскобистрицком процессе 1900 года (процесс 28 словацких патриотов, которые публично выразили поддержку и поздравления журналисту Амбру Пиетору, выступавшему против мадьяризации).
Во время работы в Будапеште был сторонником тесного сотрудничества всех невенгерских национальностей Венгрии. Участвовал в собрании, на котором был создан Словацкий народный совет (26 мая 1914 года). Создал проект автономии Словакии, предложенный Словацкому национальному собранию в Мартине 30 октября 1918 года, а также первый проект закона об автономии Словакии в Национальном собрании в 1919 году.
После 1922 года отошёл от политической деятельности.
В научных и публицистических произведениях основное внимание уделял национальному вопросу, а также статистике. Автор монографии «Štatistika slovenska» (1919). Внёс большой вклад в разработку словацкой юридической терминологии.

## Труды
- Статистика словацкая (Мартин, 1912)
- Словацкое меньшинство в венгерско-словацком контексте (Прага, 1919)
- О контроле использования речи в Швейцарии (Братислава, 1920)
- О самоуправлении Словакии (Мартин, 1921)
- Святитель (Прага, 1933)
- О проблемах закона о языке и меньшинства (Прага, 1936)
- О меньшинствах и правительстве (Прага, 1938)